# Ignazio Gibilaro
Ignazio Gibilaro (Agrigento, 17 marzo 1961) è un generale italiano in servizio nel Corpo della Guardia di Finanza. Attualmente è Comandante Interregionale per l'Italia Centrale (competente per le Regioni Lazio, Abruzzo, Umbria e Sardegna).

## Biografia
Laureato in "Giurisprudenza, Scienze Internazionali e Diplomatiche” e “Scienze della Sicurezza Economica e Finanziaria”. Dal 1980 al 1984 ha frequentato l'Accademia della GdF. Primo incarico di comando è quello di Comandante della Tenenza di Bardonecchia, da cui transita (nel 1985) al Nucleo Regionale Polizia Tributaria di Torino. 
Nel 1986 viene trasferito al Nucleo Regionale Polizia Tributaria di Palermo dove opera al fianco del magistrato Giovanni Falcone come comandante della Sezione Indagini Economico-Fiscali sulla Criminalità Organizzata che direttamente collabora con lo storico "Pool antimafia" dell'Ufficio Istruzione di Palermo. 
Dal 1990 al 1994 presta servizio presso il I° Reparto (Personale) del Comando Generale del Corpo.
Nel 1995 viene designato per far parte di una speciale aliquota di finanzieri che il Comando Generale della Guardia di Finanza mette a disposizione della Procura di Milano per eseguire una serie di complessi accertamenti ed indagini su gravi episodi di corruzione. Ultimato tale incarico speciale, per un biennio comanda il Gruppo Provinciale di Trapani, dove collabora intensamente con i magistrati di quella che veniva definita la Procura dei "giudici ragazzini" e dove si è occupato dell'inchiesta sulla comunità Saman. Nel novembre 1996 è nominato comandante del GICO di Firenze per sviluppare l'inchiesta che vede coinvolto anche il noto banchiere Pierfrancesco Pacini Battaglia.
Dopo aver frequentato il Corso Superiore di Polizia Tributaria (1997-1999), viene assegnato al Nucleo Centrale Polizia Tributaria di Roma, dove ricopre l'incarico di comandante di Gruppo di Sezioni Verifiche.
Dal 2004 diviene Comandante del Servizio centrale di investigazione sulla criminalità organizzata della Guardia di Finanza.
Nel 2008 viene nominato Comandante Provinciale di Catania. 
Nominato Generale di Brigata, dal settembre 2010 diviene Comandante Provinciale di Roma.
Promosso Generale di Divisione, il 26 marzo 2013 è designato quale Comandante regionale della Guardia di Finanza in Sicilia.
Promosso Generale di Corpo d'Armata nel 2018, dal marzo 2019 assume l'incarico di Comandante Interregionale dell'Italia Meridionale (competente per le Regioni Campania, Puglia, Basilicata e Molise) con sede a Napoli. Dal giugno 2022 al settembre 2023 ha comandato il Comando Aeronavale Centrale, struttura di vertice dei reparti aeronavali, e dal 6 novembre 2023 è nominato Comandante Interregionale per l'Italia Centrale.
Ha insegnato presso l'Accademia e la Scuola di Polizia Tributaria della Guardia di Finanza, nonché nell'ambito del Corso di Laurea Magistrale in "Economia delle Amministrazioni Pubbliche” dell'Università di Catania.

## Pubblicazioni
- "Il ruolo delle Forze di Polizia nella strategia della sicurezza nazionale",  2012[8]